# Дзюдо на літніх Олімпійських іграх 1984
Змагання з дзюдо на літніх Олімпійських іграх 1984 у Лос-Анджелесі пройшли з 4 по 11 серпня.

## Медальний залік
| Місце  | Країна                | Золото | Срібло | Бронза | Загалом |
| ------ | --------------------- | ------ | ------ | ------ | ------- |
| 1      | Японія (JPN)          | 4      | 0      | 1      | 5       |
| 2      | Південна Корея (KOR)  | 2      | 2      | 1      | 5       |
| 3      | ФРН (FRG)             | 1      | 0      | 2      | 3       |
| 4      | Австрія (AUT)         | 1      | 0      | 1      | 2       |
| 5      | Бразилія (BRA)        | 0      | 1      | 2      | 3       |
| 5      | Франція (FRA)         | 0      | 1      | 2      | 3       |
| 5      | Велика Британія (GBR) | 0      | 1      | 2      | 3       |
| 8      | США (USA)             | 0      | 1      | 1      | 2       |
| 9      | Єгипет (EGY)          | 0      | 1      | 0      | 1       |
| 9      | Італія (ITA)          | 0      | 1      | 0      | 1       |
| 11     | Румунія (ROU)         | 0      | 0      | 2      | 2       |
| 12     | Канада (CAN)          | 0      | 0      | 1      | 1       |
| 12     | Ісландія (ISL)        | 0      | 0      | 1      | 1       |
| Всього | Всього                | 8      | 8      | 16     | 32      |

## Медалісти
| Event         | Золото                           | Срібло                       | Бронза                               |
| ------------- | -------------------------------- | ---------------------------- | ------------------------------------ |
| До 60 кг      | Сіндзі Хосокава · Японія         | Кім Дже Йоп · Південна Корея | Ніл Екерслі · Велика Британія        |
| До 60 кг      | Сіндзі Хосокава · Японія         | Кім Дже Йоп · Південна Корея | Едвард Ліддай · США                  |
| До 65 кг      | Йосіюкі Мацуока · Японія         | Хван Джон О · Південна Корея | Марк Александр · Франція             |
| До 65 кг      | Йосіюкі Мацуока · Японія         | Хван Джон О · Південна Корея | Йозеф Райтер · Австрія               |
| До 71 кг      | Ан Бьон Гин · Південна Корея     | Еціо Гамба · Італія          | Керріт Браун · Велика Британія       |
| До 71 кг      | Ан Бьон Гин · Південна Корея     | Еціо Гамба · Італія          | Луїс Онмура · Бразилія               |
| До 78 кг      | Франк Венеке · Західна Німеччина | Ніл Адамс · Велика Британія  | Мірча Фреціке · Румунія              |
| До 78 кг      | Франк Венеке · Західна Німеччина | Ніл Адамс · Велика Британія  | Мішель Новак · Франція               |
| До 86 кг      | Петер Зайзенбахер · Австрія      | Роберт Берланж · США         | Вальтер Кармона · Бразилія           |
| До 86 кг      | Петер Зайзенбахер · Австрія      | Роберт Берланж · США         | Сейкі Носе · Японія                  |
| До 95 кг      | Ха Хьон Джу · Південна Корея     | Дуглас Вієра · Бразилія      | Б'ярні Фрідрікссон · Ісландія        |
| До 95 кг      | Ха Хьон Джу · Південна Корея     | Дуглас Вієра · Бразилія      | Гюнтер Нойройтер · Західна Німеччина |
| Понад 95 кг   | Хітосі Сайто · Японія            | Анджело Парізі · Франція     | Марк Бергер · Канада                 |
| Понад 95 кг   | Хітосі Сайто · Японія            | Анджело Парізі · Франція     | Чо Йон Чуль · Південна Корея         |
| Відкрита вага | Ясухіро Ямасіта · Японія         | Мохамед Алі Рашван · Єгипет  | Міхай Чок · Румунія                  |
| Відкрита вага | Ясухіро Ямасіта · Японія         | Мохамед Алі Рашван · Єгипет  | Артур Шнабель · Західна Німеччина    |